# La leggenda e le avventure di Thyl Ulenspiegel e di Lamme Goedzak nel paese delle Fiandre
La leggenda e le avventure di Thyl Ulenspiegel e di Lamme Goedzak nel paese delle Fiandre (La Légende et les Aventures héroïques, joyeuses et glorieuses d'Ulenspiegel et de Lamme Goedzak au pays de Flandres) è un romanzo del 1867 scritto dal belga Charles De Coster.
Nel romanzo sono narrate le imprese di Thyl Ulenspiegel, figura folkloristica originaria della Germania del XIV secolo ma trasportata dall'autore al XVI secolo nelle Fiandre durante il periodo della dominazione spagnola e della caccia ai riformati.
Se nell'accezione teutonica Ulenspiegel era semplicemente uno scapestrato personaggio che era riuscito a campare una vita intera grazie a sberleffi e burle compiute contro il prossimo, nella sua seconda vita De Coster lo innalza a protagonista della guerra di liberazione delle Fiandre, la cosiddetta guerra degli Ottanta anni. Il libro è in sostanza una rilettura in chiave fantastica dei primordi della stessa e si conclude all'incirca nel periodo dell'assassinio del principe Guglielmo I d'Orange.
L'opera consta di cinque capitoli principali suddivisi a sua volta in brevi narrazioni segnalate con numeri romani. Di forte carica anticlericale sembra però allo stesso tempo esaltare i valori cristiani originali e coloro che, utilizzando le parole del romanzo, «stanno in basso, le vittime, le api laboriose», in contrapposizione a quelli che «stanno in alto, i mangiatori di popoli, i calabroni ladri».